# Liste der Kulturdenkmale der Eisenbahnstrecke Löbau–Zittau

Streckenkarte Löbau–Zittau

Die Liste der Kulturdenkmale der Eisenbahnstrecke Löbau–Zittau enthält die Kulturdenkmale der Eisenbahnstrecke Löbau–Zittau, die in der Denkmalliste des Freistaates Sachsen unter der ID-Nr. 08992544 als Sachgesamtheit ausgewiesen sind. 
Diese Sachgesamtheit besteht aus Sachgesamtheitsbestandteilen und Einzeldenkmalen, die in den einzelnen Ortsteilen der Gemeinden Löbau, Dürrhennersdorf, Großschweidnitz, Kottmar, Herrnhut, Oderwitz, Mittelherwigsdorf und Zittau im Landkreis Görlitz zu finden sind, siehe Denkmallisten der entsprechenden Gemeinden. 
Die Anmerkungen sind zu beachten.
Diese Liste ist eine Teilliste der Liste der technischen Denkmale im Landkreis Görlitz. 
 Diese Liste ist eine Teilliste der Liste der technischen Denkmale in Sachsen.

## Legende
- Bild: Bild des Kulturdenkmals, ggf. zusätzlich mit einem Link zu weiteren Fotos des Kulturdenkmals im Medienarchiv Wikimedia Commons. Wenn man auf das Kamerasymbol klickt, können Fotos zu Kulturdenkmalen aus dieser Liste hochgeladen werden:
- Bezeichnung: Denkmalgeschützte Objekte und ggf. Bauwerksname des Kulturdenkmals
- Lage: Straßenname und Hausnummer oder Flurstücknummer des Kulturdenkmals. Die Grundsortierung der Liste erfolgt nach dieser Adresse. Der Link (Karte) führt zu verschiedenen Kartendiensten mit der Position des Kulturdenkmals. Fehlt dieser Link, wurden die Koordinaten noch nicht eingetragen. Sind diese bekannt, können sie über ein Tool mit einer Kartenansicht einfach nachgetragen werden. In dieser Kartenansicht sind Kulturdenkmale ohne Koordinaten mit einem roten bzw. orangen Marker dargestellt und können durch Verschieben auf die richtige Position in der Karte mit Koordinaten versehen werden. Kulturdenkmale ohne Bild sind an einem blauen bzw. roten Marker erkennbar.
- Datierung: Baubeginn, Fertigstellung, Datum der Erstnennung oder grobe zeitliche Einordnung entsprechend des Eintrags in der sächsischen Denkmaldatenbank
- Beschreibung: Kurzcharakteristik des Kulturdenkmals entsprechend des Eintrags in der sächsischen Denkmaldatenbank, ggf. ergänzt durch die dort nur selten veröffentlichten Erfassungstexte oder zusätzliche Informationen
- ID: Vom Landesamt für Denkmalpflege Sachsen vergebene, das Kulturdenkmal eindeutig identifizierende Objekt-Nummer. Der Link führt zum PDF-Denkmaldokument des Landesamtes für Denkmalpflege Sachsen. Bei ehemaligen Kulturdenkmalen können die Objektnummern unbekannt sein und deshalb fehlen bzw. die Links von aus der Datenbank entfernten Objektnummern ins Leere führen. Ein ggf. vorhandenes Icon  führt zu den Angaben des Kulturdenkmals bei Wikidata.

## Bahnstrecke Löbau–Zittau
Diese Liste enthält alle Sachgesamtheitsbestandteile und Einzeldenkmale, die denkmalpflegerisch zur Sachgesamtheit dieser Eisenbahnstrecke gehören. Die historische Bedeutung der Einzeldenkmale dieser Strecke ergibt sich aus dem Denkmaltext des Landesamts für Denkmalpflege Sachsen: „Eisenbahnstrecke Zittau–Löbau (Sachgesamtheit) – technikgeschichtlich, baugeschichtlich, eisenbahngeschichtlich und verkehrsgeschichtlich von Bedeutung, eine der ältesten Eisenbahnstrecken Sachsens, 1848 eröffnet.“ 

Die Liste ist entsprechend der örtlichen Lage an der Strecke von Löbau nach Zittau gegliedert. 
Der Streckenabschnitt von Niedercunnersdorf bis Oberoderwitz ist stillgelegt. 
Der Abschnitt von Oberoderwitz bis Zittau steht nicht unter Denkmalschutz. 
| Bild                                    | Bezeichnung | Lage                                                                 | Datierung | Beschreibung | ID       |
| --------------------------------------- | --- | -------------------------------------------------------------------- | --- | --- | -------- |
| Weitere Bilder                          | Sachgesamtheit mit Einzeldenkmalen und die Bahntrasse mit Gleisanlagen der Eisenbahnstrecke Löbau–Zittau                       | Löbau (Karte)                                                        | 1848 eröffnet | Sachgesamtheit Eisenbahn Löbau–Zittau mit folgenden Einzeldenkmalen: Bahnhof Löbau, Lokschuppen, Eisenbahnbrücken sowie Sachgesamtheitsteilen: Trasse und Gleisanlagen – technikgeschichtlich, baugeschichtlich, eisenbahngeschichtlich und verkehrsgeschichtlich von Bedeutung, eine der ältesten Eisenbahnstrecken Sachsens. | 08992544 |
| Weitere Bilder                          | Bahnhof Löbau (Einzeldenkmal zu ID-Nr. 08992544)                                                                               | Löbau, Bahnhofstraße 35 (Karte)                                      | 1844–1847 (Personenbahnhof)                                                                                            | Einzeldenkmal der Sachgesamtheit Eisenbahn Löbau–Zittau: Empfangsgebäude (mit sog. Königszimmer), Bahnhof im Rundbogenstil des 19. Jahrhunderts, dazu Trägerkonstruktion der Bahnsteigüberdachung (Gleise 1 und 4) sowie Unterführung einschließlich überdachtem Gleisabgang – bau-, orts-, eisenbahn- und verkehrsgeschichtlich von Bedeutung. | 09222574 |
| Weitere Bilder                          | Anlage mit Lokschuppen und Verwaltungsbau; Lokbahnhof (Einzeldenkmal zu ID-Nr. 08992544)                                       | Löbau, Maschinenhausstraße 2 (Karte)                                 | Mitte 19. Jh. (Bahnbetriebsanlage)                                                                                     | Einzeldenkmal der Sachgesamtheit Eisenbahn Löbau–Zittau: Anlage mit Lokschuppen und Verwaltungsbau; Lokbahnhof, anspruchsvolle Gestaltung – bau-, eisenbahn- und verkehrsgeschichtlich von Bedeutung. | 09223094 |
| Direkt Bild zu diesem Denkmal hochladen | Straßenbrücke über die Eisenbahnstrecke Löbau–Zittau (Einzeldenkmal zu ID-Nr. 08992544)                                        | Löbau, Äußere Bautzner Straße (Karte)                                | 4. Viertel 19. Jh. (Straßenbrücke)                                                                                     | Straßenbrücke Äußere Bautzner Straße über die Eisenbahnstrecke Löbau-Zittau; ein Bogen Granit – baugeschichtlich und technikgeschichtlich von Bedeutung. | 09222764 |
| Weitere Bilder                          | Eisenbahnbrücke über die Altlöbauer Straße (Einzeldenkmal zu ID-Nr. 08992544)                                                  | Löbau, Altlöbauer Straße (Karte)                                     | 4. Viertel 19. Jh. (Eisenbahnbrücke)                                                                                   | Einzeldenkmal der Sachgesamtheit Eisenbahn Löbau–Zittau: Eisenbahnbrücke über die Altlöbauer Straße, Bogenbrücke aus Granitsteinen – eisenbahngeschichtlich und verkehrsgeschichtlich von Bedeutung. | 09222735 |
| Direkt Bild zu diesem Denkmal hochladen | Eisenbahnbrücke über die Friedhofstraße (Einzeldenkmal zu ID-Nr. 08992544)                                                     | Löbau, Friedhofstraße (Karte)                                        | 4. Viertel 19. Jh. (Eisenbahnbrücke)                                                                                   | Einzeldenkmal der Sachgesamtheit Eisenbahn Löbau–Zittau: Eisenbahnbrücke über die Friedhofstraße, Bogenbrücke aus Granitsteinen – eisenbahngeschichtlich und verkehrsgeschichtlich von Bedeutung. | 09222736 |
|                                         | Sachgesamtheitsbestandteil mit Einzeldenkmalen der Eisenbahnstrecke Löbau–Zittau in Großschweidnitz                            | Großschweidnitz (Karte)                                              | 1845 bis Ende 19. Jh.                                                                                                  | Sachgesamtheitsbestandteil der Sachgesamtheit Eisenbahn Löbau–Zittau, Abschnitt Großschweidnitz, mit folgenden Einzeldenkmalen: Durchlass südlich der Bahnstrecke, Bahnhof Neucunnersdorf, Brücke bei km 55,6, Pulverhaus beim Eisenbahnviadukt und Höllengrund-Viadukt – verkehrsgeschichtlich und technikgeschichtlich von Bedeutung. | 09302436 |
| Direkt Bild zu diesem Denkmal hochladen | Brücke über die Eisenbahn bei km 55,6 (Einzeldenkmal zu ID-Nr. 09302436)                                                       | Großschweidnitz (Karte)                                              | 1848 eröffnet (Eisenbahnbrücke)                                                                                        | Einzeldenkmal der Sachgesamtheit Eisenbahn Löbau–Zittau: Brücke über die Eisenbahn – baugeschichtlich und verkehrsgeschichtlich von Bedeutung, Bogenbrücke aus Granit. | 08960419 |
| Weitere Bilder                          | Pulverhaus (Einzeldenkmal zu ID-Nr. 09302436)                                                                                  | Großschweidnitz (nahe Stellwerk) (Karte)                             | 1871 | Einzeldenkmal der Sachgesamtheit Bahnstrecke Zittau–Löbau: Pulverhaus, gebaut zur Aufbewahrung des Pulvers zu möglicher kriegsbedingter Sprengung des Viadukts – seltenes Zeugnis der deutschen Eisenbahn-Militärgeschichte im Spannungsfeld des neu gegründeten Deutschen Reiches unter preußischer Vorherrschaft und der k. u. k. Monarchie. | 09304456 |
| Weitere Bilder                          | Viadukt Höllengrund (Einzeldenkmal zu ID-Nr. 09302436)                                                                         | Großschweidnitz (Karte)                                              | vor 1848 (Viadukt) | Einzeldenkmal der Sachgesamtheit Eisenbahn Löbau–Zittau: Eisenbahnviadukt Höllengrund, sieben hohe Bögen, Granitstein – baugeschichtlich und verkehrsgeschichtlich von Bedeutung. | 08960418 |
| Direkt Bild zu diesem Denkmal hochladen | Sachgesamtheitsbestandteil der Eisenbahnstrecke Löbau–Zittau in Dürrhennersdorf                                                | Dürrhennersdorf (Karte)                                              | 1846-1878 (Eisenbahnanlage)                                                                                            | Sachgesamtheitsbestandteil der Sachgesamtheit Eisenbahn Löbau–Zittau, Abschnitt im Ortsteil Dürrhennersdorf (ohne Einzeldenkmale) (Sachgesamtheit ID-Nr. 08992544) – technikgeschichtlich und verkehrsgeschichtlich von Bedeutung. | 09306375 |
| Direkt Bild zu diesem Denkmal hochladen | Bahnhof Neucunnersdorf (Einzeldenkmal zu ID-Nr. 09302436)                                                                      | Großschweidnitz, Leinenindustrie 1 (Karte)                           | 1874 | Einzeldenkmal der Sachgesamtheit Bahnstrecke Zittau–Löbau: Bahnhof Neucunnersdorf auf der Gemarkung Großschweidnitz, Gebäude mit Anbau, Obergeschoss verbrettert – baugeschichtlich und verkehrsgeschichtlich von Bedeutung. | 08992546 |
| Direkt Bild zu diesem Denkmal hochladen | Sachgesamtheitsbestandteil Bahntrasse und Gleisanlage der Eisenbahnstrecke Löbau–Zittau im OT Neucunnersdorf                   | Kottmar, OT Neucunnersdorf (Karte)                                   | 2. Hälfte 19. Jh. (Eisenbahnanlage)                                                                                    | Sachgesamtheitsbestandteil der Sachgesamtheit Eisenbahn Löbau–Zittau, Abschnitt im Ortsteil Neucunnersdorf: Trasse und Gleisanlage der Eisenbahn als Sachgesamtheitsteil (Sachgesamtheit ID-Nr. 08992544) – verkehrsgeschichtlich von Bedeutung. | 09302441 |
| Direkt Bild zu diesem Denkmal hochladen | Sachgesamtheitsbestandteil mit Einzeldenkmalen der Eisenbahnstrecke Löbau–Zittau im OT Obercunnersdorf                         | Kottmar, OT Obercunnersdorf (Karte)                                  | 1848 eröffnet (Eisenbahnanlage)                                                                                        | Sachgesamtheitsbestandteil der Sachgesamtheit Eisenbahn Löbau–Zittau, Abschnitt im Ortsteil Obercunnersdorf, mit folgenden Einzeldenkmalen: Eisenbahnviadukt (ID-Nr. 08961853) und Eisenbahnbrücke (ID-Nr. 08992550), Bahnhofshotel (ID-Nr. 08962054) und Bahnhofsgebäude (ID-Nr. 08962055) (Sachgesamtheit ID-Nr. 08992544); baugeschichtlich und verkehrsgeschichtlich von Bedeutung. | 09302443 |
|                                         | Viadukt Obercunnersdorf (Einzeldenkmal zu ID-Nr. 09302443)                                                                     | Kottmar, OT Obercunnersdorf (Karte)                                  | 1848 (Viadukt) | Einzeldenkmal der Sachgesamtheit Eisenbahn Löbau–Zittau: Eisenbahnviadukt, sieben Bögen, Granitstein, Eckquaderung mit Anschwüngen, Lisenen, Brüstung mit Zinnen – baugeschichtlich und verkehrsgeschichtlich von Bedeutung. | 08961853 |
| Direkt Bild zu diesem Denkmal hochladen | Eisenbahnbrücke (Einzeldenkmal zu ID-Nr. 09302443)                                                                             | Kottmar, OT Obercunnersdorf, Hintere Dorfstraße 11 (bei) (Karte)     | 1846–1848 (Eisenbahnbrücke)                                                                                            | Eisenbahnbrücke – ein Bogen, Granit, verkehrsgeschichtlich von Bedeutung. | 08992550 |
| Direkt Bild zu diesem Denkmal hochladen | Bahnhofshotel Obercunnersdorf (Einzeldenkmal zu ID-Nr. 09302443)                                                               | Kottmar, OT Obercunnersdorf, Hintere Dorfstraße 11 (Karte)           | bez. 1879 (Hotel) | kubischer gründerzeitlicher Putzbau, zweigeschossig mit Drempel, ortshistorisch von Interesse. | 08962054 |
| Direkt Bild zu diesem Denkmal hochladen | Ehem. Bahnhofsgebäude (Einzeldenkmal zu ID-Nr. 09302443)                                                                       | Kottmar, OT Obercunnersdorf, Hintere Dorfstraße 13 (Karte)           | um 1900 (Empfangsgebäude)                                                                                              | Einzeldenkmal der Sachgesamtheit Eisenbahn Löbau–Zittau: Bahnhofsgebäude – eingeschossig, zum Teil in Fachwerk, zum Teil in Ziegelbauweise, verkehrs- und ortshistorische Bedeutung. | 08962055 |
| Direkt Bild zu diesem Denkmal hochladen | Sachgesamtheitsbestandteil Bahntrasse und Gleisanlage der Eisenbahnstrecke Löbau–Zittau im OT Friedensthal                     | Herrnhut, OT Friedensthal (Karte)                                    | 1848 eröffnet (Eisenbahnanlage)                                                                                        | Sachgesamtheitsbestandteil der Sachgesamtheit Eisenbahn Löbau–Zittau, Abschnitt im Ortsteil Friedensthal: Trasse und Gleisanlage der Eisenbahn als Sachgesamtheitsteil (Sachgesamtheit ID-Nr. 08992544) – verkehrsgeschichtlich von Bedeutung. | 09302445 |
| Direkt Bild zu diesem Denkmal hochladen | Bahnwärterhaus und Wächterhäuschen (Einzeldenkmale zu ID-Nr. 09303744)                                                         | Herrnhut, OT Friedensthal, Friedensthaler Straße 4 (Karte)           | 1871 | Einzeldenkmal der Eisenbahnstrecke Löbau – Zittau; errichtet auf dem höchsten Punkt der Bahn zwischen Dresden und Zittau; verkehrsgeschichtlich und baugeschichtlich von Bedeutung. | 09303939 |
| Direkt Bild zu diesem Denkmal hochladen | Sachgesamtheitsbestandteil mit Einzeldenkmalen und die Bahntrasse der Eisenbahnstrecke Löbau–Zittau im OT Strahwalde           | Herrnhut, OT Strahwalde (Karte)                                      | 1848 eröffnet (Eisenbahnanlage)                                                                                        | Sachgesamtheitsbestandteil der Sachgesamtheit Eisenbahn Löbau–Zittau, Abschnitt im Ortsteil Strahwalde: Trasse und Gleisanlage der Eisenbahn als Sachgesamtheitsteil (Sachgesamtheit ID-Nr. 08992544) und Einzeldenkmal Bahnwärterhaus mit Wächterhäuschen (ID-Nr. 09303939) – verkehrsgeschichtlich von Bedeutung. | 09303744 |
| Direkt Bild zu diesem Denkmal hochladen | Sachgesamtheitsbestandteil mit Einzeldenkmalen und die Bahntrasse der Eisenbahnstrecke Löbau–Zittau im OT Herrnhut             | Herrnhut (Karte)                                                     | 1846 bis Ende 19. Jh. (Eisenbahnanlage)                                                                                | Sachgesamtheitsbestandteil der Sachgesamtheit Eisenbahn Löbau–Zittau, Abschnitt im Ortsteil Herrnhut, mit folgenden Einzeldenkmalen: eine Eisenbahnbrücke (ID-Nr. 08992555), Durchlassöffnung des Petersbachs (ID-Nr. 08992553), Viadukt über das Tal des Petersbaches (ID-Nr. 09224664), Eisenbahnerwohnhaus(ID-Nr. 09224654), Bahnhof Herrnhut (ID-Nr. 09224652) und Bogenbrücke über die Oderwitzer Straße (ID-Nr. 09224661) sowie Trasse und Gleisanlage der Eisenbahn als Sachgesamtheitsteil – verkehrsgeschichtlich und technikgeschichtlich von Bedeutung. | 09302439 |
| Weitere Bilder                          | Bahnhof Herrnhut (Einzeldenkmal zu ID-Nr. 09302439)                                                                            | Herrnhut, Löbauer Straße 55 (Karte)                                  | 1865 | Einzeldenkmal der Sachgesamtheit Eisenbahnstrecke Löbau – Zittau; gründerzeitliches Empfangsgebäude mit Rundbogenfenstern, im Innern des Empfangsgebäudes zwei gusseiserne Säulen und „Knipshäusel“ – baugeschichtlich und verkehrsgeschichtlich von Bedeutung. | 09224652 |
| Direkt Bild zu diesem Denkmal hochladen | Bahnhofsrestauration, später Eisenbahnerwohnhaus (Einzeldenkmal zu ID-Nr. 09302439)                                            | Herrnhut, Löbauer Straße 51 (Karte)                                  | 1846 | Einzeldenkmal der Sachgesamtheit Eisenbahnstrecke Löbau – Zittau; Bahnhofsrestauration, klassizistische Fassade mit Putzgliederung und Rundbogenfenstern – baugeschichtlich und eisenbahngeschichtlich von Bedeutung. | 09224654 |
| Direkt Bild zu diesem Denkmal hochladen | Eisenbahnbrücke Zur Bleiche (Einzeldenkmal zu ID-Nr. 09302439)                                                                 | Herrnhut, Zur Bleiche (Karte)                                        | 1846/1848 (Eisenbahnbrücke)                                                                                            | Einzeldenkmal der Sachgesamtheit Eisenbahn Löbau-Zittau: Eisenbahnbrücke Zur Bleiche, Brücke ein Bogen, Granit – verkehrsgeschichtlich von Bedeutung. | 08992555 |
| Weitere Bilder                          | Eisenbahnbrücke über die Oderwitzer Straße (Einzeldenkmal zu ID-Nr. 09302439)                                                  | Herrnhut, Oderwitzer Straße (Karte)                                  | 1848 eröffnet (Eisenbahnbrücke)                                                                                        | Einzeldenkmal der Sachgesamtheit Eisenbahn Löbau-Zittau: Eisenbahnbrücke über die Oderwitzer Straße, Brücke ein Bogen, Granit – verkehrsgeschichtlich von Bedeutung. | 09224661 |
| Direkt Bild zu diesem Denkmal hochladen | Durchlassöffnung des Petersbachs (Einzeldenkmal zu ID-Nr. 09302439)                                                            | Herrnhut, Oderwitzer Straße (Karte)                                  | 1848 eröffnet | Einzeldenkmal der Sachgesamtheit Eisenbahnstrecke Löbau – Zittau; Durchlass ein Bogen, Granit – verkehrsgeschichtlich von Bedeutung. | 08992553 |
|                                         | Viadukt Herrnhut (Einzeldenkmal zu ID-Nr. 09302439)                                                                            | Herrnhut (Karte)                                                     | um 1850 (Viadukt) | Einzeldenkmal der Sachgesamtheit Eisenbahn Löbau–Zittau: Eisenbahnviadukt über das Tal des Petersbaches, fünf Bögen in Granit, mit Brüstung und Eisengeländer – baugeschichtlich und verkehrsgeschichtlich von Bedeutung. | 09224664 |
| Direkt Bild zu diesem Denkmal hochladen | Eisenbahnbrücke Schwanstraße (Einzeldenkmal zu ID-Nr. 09302440)                                                                | Herrnhut, OT Ruppersdorf, Schwanstraße (Karte)                       | 1846/1848 (Eisenbahnbrücke)                                                                                            | Einzeldenkmal der Sachgesamtheit Eisenbahn Löbau–Zittau: Eisenbahnbrücke Schwanstraße, Brücke ein Bogen, Granit – verkehrsgeschichtlich von Bedeutung. | 08992554 |
| Direkt Bild zu diesem Denkmal hochladen | Sachgesamtheitsbestandteil mit Einzeldenkmalen und die Bahntrasse der Eisenbahnstrecke Löbau–Zittau in Ruppersdorf             | Herrnhut, OT Ruppersdorf (Karte)                                     | 1846-1878 (Eisenbahnanlage)                                                                                            | Sachgesamtheitsbestandteil der Sachgesamtheit Eisenbahn Löbau–Zittau, Abschnitt im Ortsteil Ruppersdorf, mit folgenden Einzeldenkmalen: Eisenbahnbrücke (ID-Nr. 08992554), Gelände der Güterverladung mit Waage und Waagehäuschen (ID-Nr. 08992558), Bahnhofsgebäude am Haltepunkt Ruppersdorf (ID-Nr. 09226471) sowie Schranken und Stellwärterhaus (ID-Nr. 08992557) sowie Trasse und Gleisanlage der Eisenbahn als Sachgesamtheitsteil – technikgeschichtlich und verkehrsgeschichtlich von Bedeutung.                                                          | 09302440 |
| Direkt Bild zu diesem Denkmal hochladen | Gelände der Güterverladung mit Waage und Waagehäuschen (Einzeldenkmal zu ID-Nr. 09302440)                                      | Herrnhut, OT Ruppersdorf, Obercunnersdorfer Straße 16 (Karte)        | um 1850 | Einzeldenkmal der Sachgesamtheit Eisenbahnstrecke Löbau – Zittau; Umfassung der älteren Waage aus Granit, Einfriedung aus Granitbruchsteinen – verkehrsgeschichtlich von Bedeutung. | 08992558 |
| Direkt Bild zu diesem Denkmal hochladen | Schranken- und Stellwärterhaus Ruppersdorf (Einzeldenkmal zu ID-Nr. 09302440)                                                  | Herrnhut, OT Ruppersdorf, Obercunnersdorfer Straße 5 (Karte)         | laut Auskunft 1878 | Einzeldenkmal der Sachgesamtheit Eisenbahnstrecke Löbau – Zittau; verkehrsgeschichtlich von Bedeutung. | 08992557 |
| Direkt Bild zu diesem Denkmal hochladen | Bahnhofsgebäude Haltepunkt Ruppersdorf (Einzeldenkmal zu ID-Nr. 09302440)                                                      | Herrnhut, OT Ruppersdorf, Obercunnersdorfer Straße 5 (bei) (Karte)   | laut Auskunft 1878 | Einzeldenkmal der Sachgesamtheit Eisenbahnstrecke Löbau – Zittau; kleines eingeschossiges Bahnhofsgebäude (Fachwerk) mit kleinem Anbau – verkehrsgeschichtlich von Bedeutung. | 09226471 |
| Direkt Bild zu diesem Denkmal hochladen | Straßenbrücke über die Eisenbahnstrecke Löbau–Zittau in Ninive (Einzeldenkmal zu ID-Nr. 09302440)                              | Herrnhut, OT Oberruppersdorf (Karte)                                 | Mitte 19. Jh. (Straßenbrücke)                                                                                          | Straßenbrücke über die Eisenbahnstrecke Löbau-Zittau in Ninive; Granitwiderlager, gerade Platte – baugeschichtlich und verkehrsgeschichtlich von Bedeutung. | 09226524 |
| Weitere Bilder                          | Viadukt Oderwitz (Einzeldenkmal zu ID-Nr. 08992559)                                                                            | Oderwitz, OT Oberoderwitz (Karte)                                    | 1846-1848 (Viadukt) | Einzeldenkmal der Sachgesamtheit Eisenbahn Löbau-Zittau: Eisenbahnviadukt – vielbogige Eisenbahnbrücke, technikgeschichtlich und verkehrsgeschichtlich bedeutend, Bestandteil der Eisenbahnstrecke Löbau-Zittau als einer der ältesten Strecken der Region. | 08962235 |
|                                         | Eisenbahnbrücke über die Hauptstraße (Einzeldenkmal zu ID-Nr. 08992559)                                                        | Oderwitz, OT Oberoderwitz (Karte)                                    | 1846–1848 (Eisenbahnbrücke)                                                                                            | Einzeldenkmal der Sachgesamtheit Eisenbahn Löbau-Zittau: Eisenbahnbrücke über die Hauptstraße – verkehrsgeschichtlich und technikgeschichtlich von Bedeutung, Bestandteil der Eisenbahnstrecke Löbau-Zittau als einer der ältesten Strecken der Region. | 08992560 |
| Weitere Bilder                          | Bahnhof Oberoderwitz (Einzeldenkmal zu ID-Nr. 08992559)                                                                        | Oderwitz, OT Oberoderwitz (Karte)                                    | 1863 (Bahnhof); 1863 (Güterschuppen)                                                                                   | Einzeldenkmal der Sachgesamtheit Eisenbahn Löbau–Zittau: Bahnhof Oberoderwitz mit Empfangsgebäude, Wirtschaftsgebäude und Lokschuppen –baugeschichtlich, ortsgeschichtlich, eisenbahngeschichtlich und technikgeschichtlich von Bedeutung. | 08962333 |
|                                         | Sachgesamtheitsbestandteil mit Einzeldenkmalen und die Bahntrasse der Eisenbahnstrecke Löbau–Zittau im OT Oberoderwitz         | Oderwitz, OT Oberoderwitz (Karte)                                    | 1848 eröffnet (Eisenbahnanlage)                                                                                        | Sachgesamtheitsbestandteil der Sachgesamtheit Eisenbahn Löbau–Zittau, Abschnitt im Ortsteil Oberoderwitz, mit folgenden Einzeldenkmalen: Viadukt (ID-Nr. 08962235), Eisenbahnbrücke über die Hauptstraße (ID-Nr. 08992560) und Bahnhof Oberoderwitz (ID-Nr. 08962333) sowie den Sachgesamtheitsteilen Trasse und Gleisanlage der Eisenbahn Löbau-Zittau (Sachgesamtheit ID-Nr. 08992544) – verkehrsgeschichtlich und technikgeschichtlich von Bedeutung. | 08992559 |
| Direkt Bild zu diesem Denkmal hochladen | Eisenbahnbrücke Mittelherwigsdorf                                                                                              | Mittelherwigsdorf, in Nähe Zum Feierabendheim, bei km 31,165 (Karte) | 1848 | Sechs Bögen über das Tal der Mandau bei Kilometer 31,165, regelmäßiger und unregelmäßiger Stein, baugeschichtlich und verkehrsgeschichtlich bedeutsam, eines der ältesten sächsischen Eisenbahnviadukte | 09304176 |
| Direkt Bild zu diesem Denkmal hochladen | Eisenbahnbrücke Mittelherwigsdorf                                                                                              | Mittelherwigsdorf, bei km 30,529 (Karte)                             | 1848 (Viadukt) | Vier Bögen über das Schülertal bei km 30,529, eines der ältesten sächsischen Eisenbahnviadukte, baugeschichtlich und verkehrsgeschichtlich bedeutsam | 09304192 |
| Weitere Bilder                          | Bahnhof Zittau der Eisenbahnstrecken Löbau–Zittau; Reichenberg (Liberec)–Zittau; Görlitz–Zittau (Neißetalbahn) (Einzeldenkmal) | Zittau (Karte)                                                       | 1848, Streckeneröffnung (Personenbahnhof); 1859, Durchgangsbahnhof (Empfangsgebäude); 1907-1911 (Bahnsteigüberdachung) | Empfangsgebäude, Bahnsteigüberdachungen auf Haupt- sowie Inselbahnsteig mit Treppeneinhausungen und originalen Geländern an den Personentunnelzugängen, mechanischem Zugzielanzeiger und Gleissperrsignalen, Signalbrücke mit Formsignalen – baugeschichtlich, technikgeschichtlich und eisenbahngeschichtlich von großer Bedeutung. | 09271986 |

## Ausführliche Denkmaltexte
1. ↑  
Sachgesamtheit Eisenbahn Löbau-Zittau mit folgenden Einzeldenkmalen: Bahnhof Löbau (ID-Nr. 09222574), Lokschuppen (ID-Nr. 09223094), Eisenbahnbrücke an der Altlöbauer Straße (ID-Nr. 09222735) und Eisenbahnbrücke an der Friedhofstraße (ID-Nr. 09222736) sowie folgenden Sachgesamtheitsteilen: Trasse und Gleisanlagen in den Gemeinden Löbau, Großschweidnitz, Niedercunnersdorf, Obercunnersdorf, Herrnhut, Oderwitz (Abschnitt Oberoderwitz bis Zittau nicht unter Denkmalschutz), siehe auch Sachgesamtheitsbestandteile in den o. g. Gemeinden (ID-Nr. 09302436, 09302439, 09302440, 09302441, 09302443, 09302445, 08992559 und 09303744).
2. ↑  
Sachgesamtheitsbestandteil der Sachgesamtheit Eisenbahn Löbau–Zittau, Abschnitt Großschweidnitz, mit folgenden Einzeldenkmalen: Bahnhof Neucunnersdorf (ID-Nr. 08992546), Brücke über die Eisenbahn bei km 55,6 (ID-Nr. 08960419), Pulverhaus beim Eisenbahnviadukt in Nähe Zum Stellwerk (ID-Nr. 09304456) und Höllengrund-Viadukt am Ortsausgang Richtung Dürrhennersdorf (ID-Nr. 08960418), siehe auch Sachgesamtheitsdokument in der Denkmalliste der Stadt Löbau (ID-Nr. 08992544).
3. ↑   
Einzeldenkmal der Sachgesamtheit Eisenbahn Löbau–Zittau: Bahnhof Oberoderwitz mit Empfangsgebäude, dann nach Süden das alte Wirtschaftsgebäude, der zweiständige Lokschuppen, das Wasserhaus (mit Wasseranzeiger) mit angebautem Güterschuppen, die historische Drehscheibe (gebaut für die K.S.St.E.B.) am Gleis 8 zu den Lokschuppengleisen 4 und 5, das weit südliche Stellwerk W 1, das dem Empfangsgebäude leicht nach Süden verschoben gegenüberliegende Lagergebäude (Güterschuppen), nördlich des Bahnhofs das Stellwerk W 3 mit Postenhäusel daneben, außerdem drei sächsische Wasserkräne (jeweils nördlich von W 3 und W 1 und südwestlich des Lokschuppens).
4. ↑  
Empfangsgebäude, Bahnsteigüberdachungen auf Haupt- sowie Inselbahnsteig mit Treppeneinhausungen und originalen Geländern an den Personentunnelzugängen, mechanischem Zugzielanzeiger und Gleissperrsignal Hs 1II, Formsignal F, Signalbrücke mit Formsignal G, Formsignal H6, Signalbrücke mit Formsignalen H8 und H9, Formsignale N2, N5, M1, M54, P und O, vier Wärterstellwerke W1, W3, W4, W6 sowie das Befehlsstellwerk B2 (Anbau an W3) mitsamt der vollständigen Stellwerkstechnik Bauart Jüdel 11000 und Blocktechnik Siemens & Halske im System des sächsischen Bahnhofsblocks (Bauart Möllering) mit allen zu diesem System gehörenden technischen Elementen, u. a. mit den Hebelbänken (Weichen-, Gleissperren-, Riegel und Signalhebel), den Blockuntersätzen und Blockwerken, der Relaistechnik, bei B2 auch mit dem Auftragsund Zustimmungsmelder, mit den Spannwerken samt Drahtzugleitungen zwischen Stellwerken und Formsignalen sowie Bahnhofskabel (Blockleitung), Segment-Drehscheibe mit Resten der originalen Steinrahmung sowie Geländer, Wasserkran und Reste eines Wasserkrans; sehr authentisch erhaltenes Ensemble und damit von großem Erlebnis und Zeugniswert für die sächsische Eisenbahngeschichte, letzter Bahnhof mit original sächsischem Bahnhofsblock im ostsächsischen Raum, Empfangsgebäude mit mechanischer Uhr, Bau im Rundbogenstil mit neogotischen Elementen, eines der ersten dieses Bautyps und eines der letzten erhaltenen, die Signalbrücken sind die letzten ihrer Art in der Oberlausitz – baugeschichtlich, technikgeschichtlich und eisenbahngeschichtlich von großer Bedeutung.